# Лавр азорський
Лавр азорський, або Лавр канарський (Laurus canariensis Webb. et Berth (Laurus azorica (Seub.) Maire)) — дерева до 15 м висотою. Листя яйцеподібне, до 10—12 см довжиною і 2—6 см ширини, тьмяно-зелене. Квіти зібрані у зонтикоподібні суцвіття, розміщені у пазухах листя по декілька, світло-жовті. Квітує в квітні — травні.
Росте у вологих лаврових лісах в нижньому поясі гір на Канарських, Азорських островах і на Мадейрі.
| Листок дуба | Це незавершена стаття з ботаніки. Ви можете допомогти проєкту, виправивши або дописавши її. |